# Cyriax-Syndrom

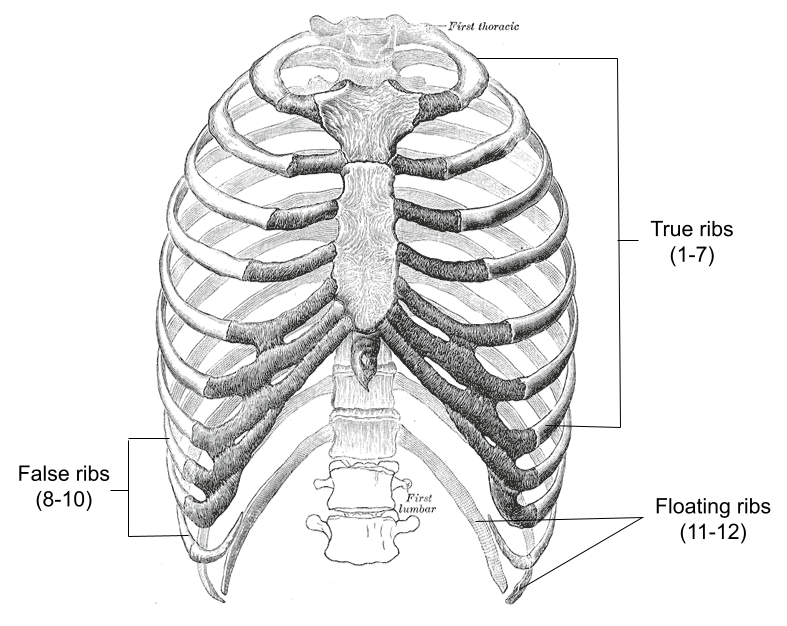
Anatomie des Thorax

Das Cyriax-Syndrom ist eine Erkrankung, bei der die Bänder zwischen den Rippenknorpeln geschwächt oder gestört sind und eine erhöhte Laxizität aufweisen, was zu einer Subluxation (teilweise Ausrenkung) der Rippenknorpelspitzen führt. Dies führt zu Schmerzen oder Beschwerden aufgrund eingeklemmter oder gereizter Interkostalnerven, einer Überlastung der Zwischenrippenmuskeln und einer Entzündung. Die Erkrankung betrifft die 8., 9. und 10. Rippe, die sogenannten unechten Rippen, wobei die 10. Rippe am häufigsten betroffen ist.
Das Cyriax-Syndrom wurde erstmals 1919 von Edgar Ferdinand Cyriax beschrieben. Allerdings wird die Erkrankung selten erkannt und häufig übersehen. In einer Studie wurde die Prävalenz der Erkrankung auf 1 % der klinischen Diagnosen in einer Klinik für Allgemeinmedizin und auf 5 % in einer Klinik für Gastroenterologie geschätzt. Eine separate Studie ergab, dass sie in einer Klinik mit gemischten Fachgebieten für Allgemeinmedizin und Gastroenterologie bei 3 % liegt.
Der Zustand wurde auch als Cyriax-Syndrom, Klickende Rippensyndrom, schmerzhaftes Rippensyndrom, interchondrale Subluxation oder verschobene Rippen bezeichnet. Der Begriff „Rutschrippensyndrom“ wurde 1922 vom Chirurgen Robert Davies-Colley geprägt, der seitdem im Volksmund zitiert wird.

## Symptome
Das Erscheinungsbild des Cyriax-Syndroms ist von Person zu Person unterschiedlich und kann auf einer oder beiden Seiten des Brustkorbs auftreten, wobei die Symptome hauptsächlich im Bereich von Bauch und Rücken auftreten. Der Schmerz wird am häufigsten als episodisch dargestellt und reicht von einer leichten Belästigung bis hin zu einer starken Beeinflussung der Lebensqualität. Es wurde berichtet, dass die Symptome von Minuten bis zu Stunden anhalten können.
Eines der am häufigsten berichteten Symptome dieser Erkrankung ist das Gefühl des „Knallens“ oder „Klickens“ der unteren Rippen als Folge der Subluxation der Knorpelgelenke. Personen mit Cyriax-Syndrom berichten von einem intensiven, scharfen Schmerz, der von der Brust in den Rücken ausstrahlen kann und durch Drücken der betroffenen Rippe(n) reproduzierbar sein kann. Ein stumpfes, schmerzendes Gefühl wurde auch von einigen betroffenen Personen berichtet. Bestimmte Haltungen oder Bewegungen können die Symptome verschlimmern, wie Dehnen, Strecken, Husten, Niesen, Heben, Bücken, Sitzen, Sportaktivitäten und Atmung. Es gab auch Berichte über Erbrechen und Übelkeit im Zusammenhang mit der Erkrankung.

## Risikofaktoren
Die Ursachen des Cyriax-Syndroms sind unklar, obwohl mehrere Risikofaktoren vorgeschlagen wurden. Der Zustand geht oft mit einem körperlichen Trauma in der Vorgeschichte einher. Diese Beobachtung könnte Berichte über den Zustand unter Sportlern erklären, da sie ein erhöhtes Traumarisiko haben, insbesondere bei bestimmten Kontaktsportarten wie Hockey, Wrestling und American Football. Es gab auch Berichte über das Cyriax-Syndrom bei anderen Athleten, wie z. B. Schwimmern, die plausibel auf sich wiederholende Oberkörperbewegungen in Verbindung mit hohen körperlichen Belastungen zurückzuführen sein könnten.
Gemeldete Vorfälle, in denen keine Vorgeschichte von traumatischen Auswirkungen auf die Brustwand beschrieben wurde, werden als allmählicher Beginn betrachtet. Das Cyriax-Syndrom kann auch auf das Vorhandensein eines Geburtsfehlers zurückzuführen sein, wie z. B. eine instabile Gabelrippe. Es wurde auch vorgeschlagen, dass die allgemeine Hypermobilität ein möglicher weiterer Risikofaktor ist.

## Diagnose

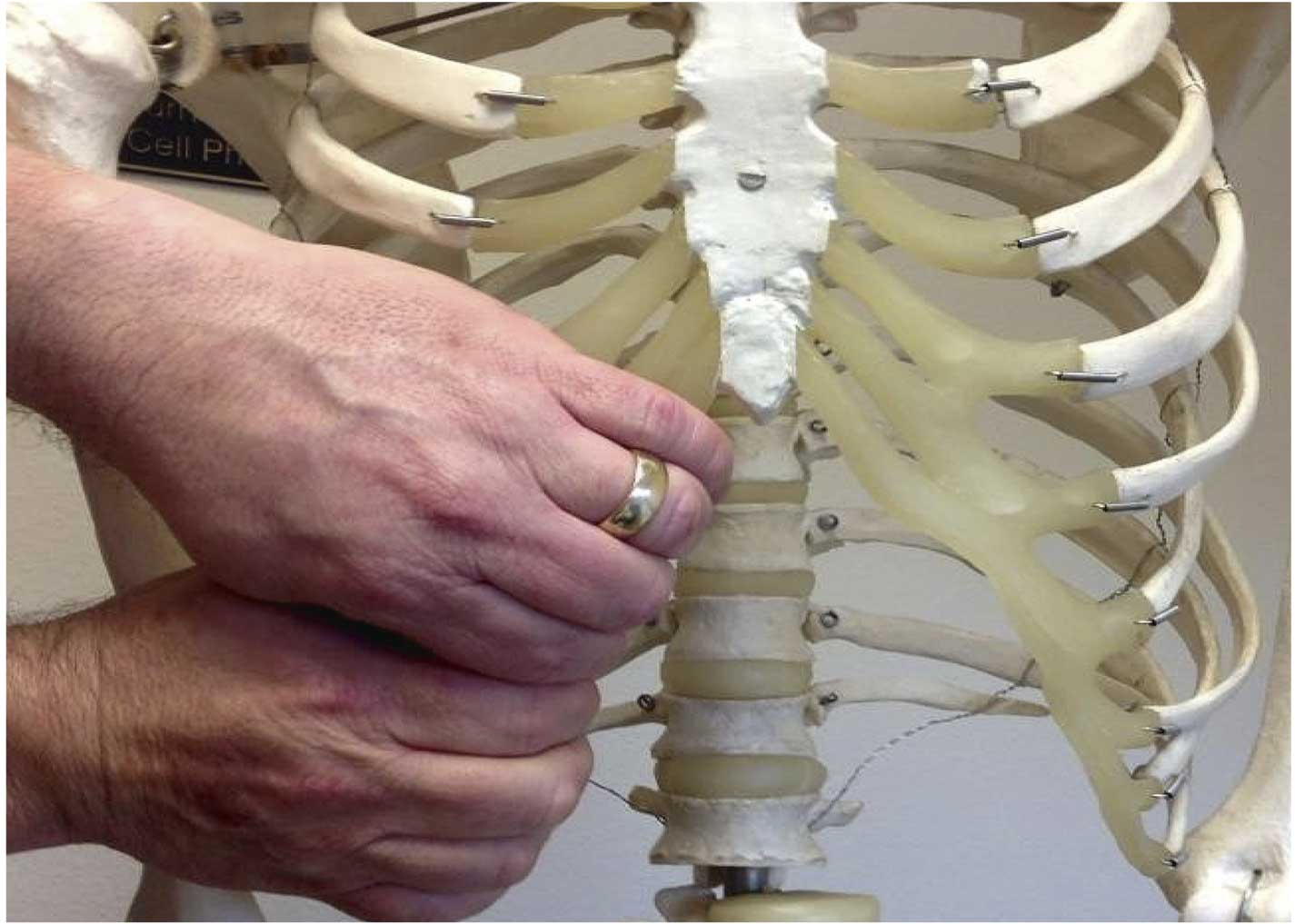
Das „Hakenmanöver“, das an einem Modellskelett durchgeführt wird

Die Diagnose des Cyriax-Syndroms ist überwiegend klinisch, wobei eine körperliche Untersuchung der betroffenen Rippe am häufigsten verwendet wird. Eine Technik, die als „Hakenmanöver“ bekannt ist, wird häufig unter Medizinern verwendet, um das Cyriax-Syndrom zu diagnostizieren. Der Mediziner wird seine Finger unter dem Rippenrand einhaken und dann in eine anteriore (nach außen) und superiore (aufwärts) Richtung ziehen, ein positives Ergebnis ist dann erzielt, wenn Bewegung oder Schmerz während dieser Aktion wiederholt werden.
Einfache Röntgen-, CT-, MRT- und Standard-Ultraschall-Aufnahmen sind alle nicht in der Lage, den vom Cyriax-Syndrom betroffenen Knorpel zu visualisieren; sie werden jedoch oft verwendet, um andere Erkrankungen auszuschließen. Dynamischer Ultraschall wird gelegentlich verwendet, um die dynamische Bandlaxität oder Verschiebung des Knorpels zu bewerten; Es wurde jedoch gesagt, dass er der einer körperlichen Untersuchung durch einen erfahrenen Arzt nicht viel überlegen ist, da eine Diagnose von der Expertise und dem Wissen der Fachkraft über den Zustand abhängt. Ein positives Ergebnis eines dynamischen Ultraschalls für das Cyriax-Syndrom erfordert eine beobachtete Subluxation des Knorpels, die mit dem Valsalva,  Bauchpressen  oder anderen Manövern hervorrufen kann. Nervenblockierende Injektionen wurden auch als diagnostische Methode verwendet, indem das Fehlen von Schmerzen nach einer Injektion in die Interkostalnerven der betroffenen Rippen festgestellt wurde.

### Differentialdiagnose
Das Cyriax-Syndrom wird oft mit Costochondritis und Tietze-Syndrom verwechselt, da sie auch den Knorpel der Brustwand betreffen. Costochondritis ist eine häufige Ursache von Brustschmerzen und besteht aus bis zu 30 % der Beschwerden über Brustschmerzen in Notaufnahmen. Der Schmerz wird typischerweise mit den am häufigsten betroffenen oberen costochondralen oder sternokostalen Verbindungen diffundiert, im Gegensatz zum Cyriax-Syndrom, an dem das untere Brustkorb beteiligt ist. Das Tietze-Syndrom unterscheidet sich von diesen Erkrankungen dadurch, dass es oft mit Entzündungen und Schwellungen der Costochondral-, Sternokostal- und Sternoclavikulären Gelenke verbunden ist, während Personen mit Cyriax-Syndrom oder Costochondritis keine Schwellung aufweisen. Das Tietze-Syndrom betrifft typischerweise die zweite und dritte Rippe und ist in der Regel das Ergebnis infektiöser, rheumatologischer oder neoplastischer Prozesse.
Ein Zustand, der als zwölftes Rippensyndrom bezeichnet wird, ähnelt dem Cyriax-Syndrom; es betrifft jedoch die schwimmenden Rippen (11–12), die keine Bindungen an das Brustbein haben. Einige Forscher klassifizieren das Cyriax-Syndrom und das zwölfte Rippensyndrom in eine Gruppe, die als schmerzhaftes Rippensyndrom bezeichnet wird, andere klassifizieren das Zwölfte Rippensyndrom als Subtyp des Cyriax-Syndroms, und einige betrachten die beiden als getrennte Erkrankungen. Die beiden Störungen haben unterschiedliche Darstellungs- und diagnostische Kriterien, so dass eine Diagnose für das Zwölfte Rippensyndrom nicht das Hakenmanöver einschließt und sich typischerweise als Schmerzen im unteren Rücken, im Bauch und in der Leistengegend präsentiert.
Andere Differentialdiagnosen umfassen Pleuritis, Rippenfraktur, Magengeschwür, Cholezystitis, Ösophagitis und hepatosplenische Anomalien.

## Behandlungsmöglichkeiten
Die Behandlungsmodalitäten für das Cyriax-Syndrom reichen von konservativen Maßnahmen bis hin zu chirurgischen Eingriffen.

### Konservative Maßnahmen
Konservative Maßnahmen sind oft die ersten Behandlungsformen, die Patienten mit Cyriax-Syndrom angeboten werden, insbesondere bei solchen, bei denen die Symptome gering sind. Oft werden die Patienten beruhigt und empfohlen, die Aktivität zu begrenzen, Eis zu verwenden und Schmerzmittel wie nichtsteroidale entzündungshemmende Medikamente (NSAID) einzunehmen. Weitere Maßnahmen wie die osteopathische Manipulationsbehandlung (OMB), Physiotherapie, Chiropraktik und Akupunktur sind andere nicht-invasive Methoden, die zur Behandlung des Cyriax-Syndroms eingesetzt wurden, wobei das Ziel dieser Behandlungen typischerweise eine Linderung oder Symptombehandlung sind. Gelegentlich werden topische Medikamente wie Diclofenac-Gel und Lidocain transdermale Pflaster verwendet, von denen festgestellt wurde, dass sie eine vorübergehende Linderung der Symptome bieten.

### Nervenblockierende Injektionen
Minimal-invasive Verfahren wurden für Personen mit mäßigem Cyriax-Syndrom eingesetzt. Nervenblockierende Injektionen, die aus Steroiden oder Lokalanästhetika bestehen, wurden häufig als Behandlung zur Vermeidung chirurgischer Eingriffe berichtet. Diese minimal-invasive Intervention wird als vorübergehend angesehen, wobei wiederholte Injektionen notwendig sind, um das Wiederaufleben der Symptome zu verhindern.

### Chirurgische Eingriffe
Chirurgische Eingriffe werden oft in Fällen durchgeführt, in denen andere Behandlungsmodalitäten keine Lösung gefunden haben. Es gibt vier Arten von chirurgischen Eingriffen, die in der aktuellen Literatur erwähnt werden: Rippenknorpelentfernung, Rippenresektion, laparoskopische Rippenknorpelentfernung und Rippenstabilisierung mit Plattierung.
Die Rippenknorpelentfernung oder Exzision wurde erstmals 1922 von Davies-Colley versucht und ist seitdem die Technik, die von mehreren Chirurgen verwendet wird. Diese Methode der chirurgischen Reparatur umfasst die Entfernung des betroffenen Knorpels vom Brustbein zum Knochenteil der Rippe, mit oder ohne Erhaltung des Perichondriums. Die Rippenresektion unterscheidet sich von der Rippenknorpelentfernung, da sie einen kleinen Knochenabschnitt der betroffenen Rippen entfernt. Die laparoskopische Entfernung des Rippenknorpels ist ein minimalinvasiver, intraabdominaler Ansatz zur Behandlung der Erkrankung. Der betroffene Knorpel wird von der sternokostalen Verbindung zur costochondralen Kreuzung exzisiert. Es ist zu beachten, dass in Studien, die diese Verfahren durchgeführt haben, bei einigen Personen ein Wiederauftreten von Symptomen auftreten können.
Eine alternative Technik, die als Rippenstabilisierung mit Plattierung bekannt ist, wird verwendet, um eine Subluxation der betroffenen Rippen zu verhindern und gleichzeitig die Brustbeweglichkeit zu erhalten. Es wurde zuerst zur Behandlung von Personen verwendet, die sich früheren Resektionsoperationen unterzogen hatten, aber ein Wiederauftreten der Symptome erlebten. Bei diesem Verfahren werden die Rippen mit einer bioabsorbierbaren Platte stabilisiert, die auf einer stabilen, nicht betroffenen Rippe verankert ist, die sich über den betroffenen Rippen befindet. Die Platten werden vertikal auf die Rippen gelegt und mit nicht resorbierbaren Nähten gesichert.
Eine neuere Technik der Rippenstabilisierung mit Nähen, umgangssprachlich nach ihrem Schöpfer als Hansen-Methode bekannt, wird verwendet, um die betroffene(n) Rippen in ihre normale Anatomie zu bringen. Die Methode verwendet eine orthopädische Bandnaht, um die ausgerutschte Rippe um eine höhere, nicht betroffene Rippe(n) zu binden, um sie zu stabilisieren. Diese Methode ähnelt im Konzept der oben genannten Methode der Stabilisierung mit Beschichtung; die Naht ist jedoch nicht bioresorbierbar.

## Epidemiologie
Das Cyriax-Syndrom gilt als unterdiagnostiziert und wird häufig übersehen. Die Literatur in der Vergangenheit hat festgestellt, dass der Zustand selten oder ungewöhnlich ist, aber eine Studie von 1980 schätzte, dass Cyriax-Syndrom 1 % der klinischen Diagnosen bei neuen Patienten in einer allgemeinmedizinischen Klinik und 5 % in einer spezialisierten Gastroenterologie-Klinik hat, wobei die Prävalenz bei Patienten, die nach mehreren negativen Untersuchungen an die Spezialklinik überwiesen wurden, noch höher ist. Eine separate Studie aus dem Jahr 1993 ergab, dass das Cyriax-Syndroms 3 % der neuen Überweisungen an eine gemischte Fachklinik für Allgemeinmedizin und Gastroenterologie ausmachte.
Es ist unklar, ob das Cyriax-Syndrom bei Frauen häufiger auftritt, da einige Studien von einer gleichmäßigen Geschlechterverteilung berichten, während andere berichten, dass der Zustand häufiger bei Frauen auftritt. Es wurde von einigen Forschern vorgeschlagen, dass es einen hormonellen Zusammenhang zwischen Hormonen und der erhöhten Bänderlaxität gibt, die bei Frauen während der Schwangerschaft beobachtet wird, obwohl diese Theorie noch nicht bestätigt oder erforscht werden muss.

## Geschichte
Das Cyriax-Syndrom wurde erstmals 1919 von Edgar Ferdinand Cyriax, einem englischen Orthopäden und Physiotherapeuten, erwähnt, der einen Brustschmerz beschrieb, der mit einem „Knallen“- oder „Klicken“-Empfinden verbunden war. Die Erkrankung wurde ursprünglich nach ihm benannt, Cyriax-Syndrom, hat aber seitdem mehrere Namen verwendet, darunter das Klickrippensyndrom, das schmerzhafte Rippensyndrom, die interchondrale Subluxation und die verschobenen Rippen. Der Name „Slipping Rib Syndrome“ wurde zuerst vom Chirurgen Robert Davies-Colley verwendet und gewann im englischsprachigen Raum an Popularität, was zum am häufigsten zitierten Begriff für die Krankheit wurde. Davies-Colley war auch der erste, der eine Operation für das Rutschrippensyndrom, eine Rippenknorpelentfernung, beschrieb.
Das „Hakenmanöver“ wurde 1977 von Heinz & Zavala als nützlich für das Cyriax-Syndrom als genaue diagnostische Methode bezeichnet.

## Referenzen
1. 1 2 3 4 5 6 7 8 9 10 11  Beltsios ET, Adamou A, Kontou M, Panagiotopoulos N: Surgical Management of the Slipping Rib Syndrome. In: SN Comprehensive Clinical Medicine. 3. Jahrgang, Nr. 6, April 2021, ISSN 2523-8973, S. 1404–11, doi:10.1007/s42399-021-00886-4 (englisch).
2. 1 2 3  Scott EM, Scott BB: Painful rib syndrome--a review of 76 cases. In: Gut. 34. Jahrgang, Nr. 7, Juli 1993, ISSN 0017-5749, S. 1006–8, doi:10.1136/gut.34.7.1006, PMID 8344569, PMC 1374244 (freier Volltext) – (englisch).
3. 1 2 3 4 5 6 7 8 9 10  McMahon LE: Slipping Rib Syndrome: A review of evaluation, diagnosis and treatment. In: Seminars in Pediatric Surgery. 27. Jahrgang, Nr. 3, Juni 2018, S. 183–188, doi:10.1053/j.sempedsurg.2018.05.009, PMID 30078490 (englisch).
4. 1 2 3 4 5 6 7 8 9  Turcios NL: Slipping Rib Syndrome: An elusive diagnosis. In: Paediatric Respiratory Reviews. 22. Jahrgang, April 2017, S. 44–46, doi:10.1016/j.prrv.2016.05.003, PMID 27245407 (englisch).
5. ↑  Kraychete DC, Tadeu Tesseroli de Siqueira J, Batista Garcia J, Kimiko Sakata R, Maria Sousa Â, Ciampi de Andrade D, Regina Mariotto Zakka T, Jacobsen Teixeira M: Clinical evidence on visceral pain. Systematic review. In: Sociedade Brasileira Para O Estudo da Dor. 18. Jahrgang, Nr. 1, März 2017, ISSN 1806-0013, S. 65–71, doi:10.5935/1806-0013.20170014 (englisch, brasilianisches Portugiesisch).
6. 1 2  Ahmed HS, Shah KB, Pal DJ: Interventional Management of Chronic Visceral Pain Syndromes. Elsevier, 2021, ISBN 978-0-323-75775-1, Atypical Chest Wall Pain, S. 157–161, doi:10.1016/B978-0-323-75775-1.00004-0 (englisch, sciencedirect.com).
7. 1 2 3 4  Obourn PJ, Benoit J, Brady G, Campbell E, Rizzone K: Sports Medicine-Related Breast and Chest Conditions-Update of Current Literature. In: Current Sports Medicine Reports. 20. Jahrgang, Nr. 3, März 2021, ISSN 1537-8918, S. 140–9, doi:10.1249/JSR.0000000000000824, PMID 33655995 (englisch).
8. 1 2 3 4  Kaski JC, Eslick GD, Bairey Merz CN: Chest pain with normal coronary arteries: a multidisciplinary approach. Springer, 2013, ISBN 978-1-4471-4838-8, S. 13 (englisch).
9. 1 2 3 4  Mazzella A, Fournel L, Bobbio A, Janet-Vendroux A, Lococo F, Hamelin EC, Icard P, Alifano M: Costal cartilage resection for the treatment of slipping rib syndrome (Cyriax syndrome) in adults. In: Journal of Thoracic Disease. 12. Jahrgang, Nr. 1, Januar 2020, S. 10–16, doi:10.21037/jtd.2019.07.83, PMID 32055418, PMC 6995823 (freier Volltext) – (englisch).
10. 1 2 3 4 5 6 7 8  Van Tassel D, McMahon LE, Riemann M, Wong K, Barnes CE: Dynamic ultrasound in the evaluation of patients with suspected slipping rib syndrome. In: Skeletal Radiology. 48. Jahrgang, Nr. 5, Mai 2019, S. 741–751, doi:10.1007/s00256-018-3133-z, PMID 30612161 (englisch).
11. ↑  Zbojniewicz AM: US for diagnosis of musculoskeletal conditions in the young athlete: emphasis on dynamic assessment. In: Radiographics. 34. Jahrgang, Nr. 5, September 2014, S. 1145–1162, doi:10.1148/rg.345130151, PMID 25208273 (englisch).
12. ↑  Smereczyński A, Kołaczyk K, Bernatowicz E: Chest wall - underappreciated structure in sonography. Part II: Non-cancerous lesions. In: Journal of Ultrasonography. 17. Jahrgang, Nr. 71, Dezember 2017, S. 275–280, doi:10.15557/JoU.2017.0040, PMID 29375903, PMC 5769668 (freier Volltext) – (englisch).
13. ↑  Saltzman DA, Schmitz ML, Smith SD, Wagner CW, Jackson RJ, Harp S: The slipping rib syndrome in children. In: Pediatric Anesthesia. 11. Jahrgang, Nr. 6, November 2001, S. 740–743, doi:10.1046/j.1460-9592.2001.00754.x, PMID 11696155 (englisch).
14. ↑  Urits I, Noor N, Fackler N, Fortier L, Berger AA, Kassem H, Kaye AD, Colon MA, Miriyala S, Viswanath O: Treatment and Management of Twelfth Rib Syndrome: A Best Practices Comprehensive Review. In: Pain Physician. 24. Jahrgang, Nr. 1, Januar 2021, ISSN 2150-1149, S. E45–E50, PMID 33400437 (englisch, nih.gov).
15. ↑  Fares M, Dimassi Z, Baydoun H, Musharrafieh U: Slipping Rib Syndrome: Solving the Mystery of the Shooting Pain. In: The American Journal of the Medical Sciences. 357. Jahrgang, Nr. 2, Oktober 2018, S. 168–73, doi:10.1016/j.amjms.2018.10.007, PMID 30509726 (englisch, elsevier.com).
16. ↑  Bonasso PC, Petrus SN, Smith SD, Jackson RJ: Sternocostal slipping rib syndrome. In: Pediatric Surgery International. 34. Jahrgang, Nr. 3, März 2018, ISSN 1437-9813, S. 331–3, doi:10.1007/s00383-017-4221-1, PMID 29214341 (englisch).
17. ↑  McMahon LE: Recurrent Slipping Rib Syndrome: Initial Experience with Vertical Rib Stabilization Using Bioabsorbable Plating. In: Journal of Laparoendoscopic & Advanced Surgical Techniques. Part A. 30. Jahrgang, Nr. 3, März 2020, S. 334–337, doi:10.1089/lap.2019.0519, PMID 31895629 (englisch).
18. ↑  Hansen AJ, Toker A, Hayanga J, Buenaventura P, Spear C, Abbas G: Minimally Invasive Repair of Adult Slipped Rib Syndrome Without Costal Cartilage Excision. In: The Annals of Thoracic Surgery. 110. Jahrgang, Nr. 3, September 2020, S. 1030–1035, doi:10.1016/j.athoracsur.2020.02.081, PMID 32330472, PMC 7953350 (freier Volltext) – (englisch).
19. ↑  Squillaro AI, Sanders K, Onwubiko C, Chang CJ, Kim S: Laparoscopic Treatment of Slipping Rib Syndrome in Pediatric Patients. In: Journal of Laparoendoscopic & Advanced Surgical Techniques. Part A. 30. Jahrgang, Nr. 11, November 2020, S. 1253–1256, doi:10.1089/lap.2020.0314, PMID 32955995 (englisch, escholarship.org).
20. 1 2  Wright JT: Slipping-rib syndrome. In: Lancet. 2. Jahrgang, 8195 pt 1, September 1980, S. 632–634, doi:10.1016/S0140-6736(80)90294-9, PMID 6107417 (englisch).
21. ↑  Cyriax EF: On various conditions that may simulate the referred pains of visceral disease, and a consideration of these from the point of view of cause and effect. In: Practitioner. 102. Jahrgang, 1919, S. 314–32 (englisch).
22. ↑  Gregory PL, Biswas AC, Batt ME: Musculoskeletal problems of the chest wall in athletes. In: Sports Medicine. 32. Jahrgang, Nr. 4, 2002, S. 235–250, doi:10.2165/00007256-200232040-00003, PMID 11929353 (englisch).
23. ↑  Davies-Colley R: SLIPPING RIB. In: British Medical Journal. 1. Jahrgang, Nr. 3194, März 1922, S. 432, doi:10.1136/bmj.1.3194.432, PMID 20770640, PMC 2415737 (freier Volltext) – (englisch).
24. ↑  Heing GT: Slipping Rib Syndrome: Diagnosis Using the "Hooking Maneuver". In: JAMA. 237. Jahrgang, Nr. 8, Februar 1977, ISSN 0098-7484, S. 794, doi:10.1001/jama.1977.03270350054023 (englisch, jamanetwork.com).